# Brewcaria
Genre
Classification phylogénétique
Brewcaria est un genre de plante de la famille des Bromeliaceae regroupant 6 espèces de plantes dont la plupart sont épiphytes et originaires de Colombie et du Venezuela. Son nom rend hommage au naturaliste vénézuélien Charles Brewer-Carías.

## Espèces
- Brewcaria brocchinioides (L.B. Smith) B. Holst
- Brewcaria duidensis L.B. Smith, Steyermark & Robinson
- Brewcaria hechtioides (L.B. Smith) B. Holst
- Brewcaria hohenbergioides (L.B. Smith) B. Holst
- Brewcaria marahuacae L.B. Smith, Steyermark & Robinson
- Brewcaria reflexa (L.B. Smith) B. Holst